# Зальотов Василь Михайлович
Василь Михайлович Зальотов (3 жовтня 1927 — 27 березня 2002) — професор, педагог, ректор Одеської державної морської академії.

## Життєпис
Народився 3 жовтня 1927 року в с. Ново-Сибірка Оренбурзької губернії. 1950 року з відзнакою закінчив судно-механічний факультет Одеського вищого інженерного морського училища. Залишився на викладацькій роботі, працював старшим лаборантом, завідувачем лабораторією кафедри суднових паросилових установок, старшим викладачем кафедри суднових парових котлів.
1963 року захистив дисертацію, ставши кандидатом технічних наук, згодом отримав звання доцента.
Працював заступником начальника Одеського вищого інженерного морського училища.
З 1974 року — начальник Одеського вищого інженерного морського училища.
1988 року отримав звання професора. Обраний академіком Транспортної академії УРСР.
1993—2000 — ректор Одеської морської академії.
Помер 27 березня 2002 року в Одесі. Похований на Новоміському (Таїровському) кладовищі.

### Адміністративна діяльність
26 років керував одним з провідних навчальних закладів Одеси. За його керівництва були здані в експлуатацію 9-поверховий навчально-лабораторний корпус, корпуси № 5, 6 екіпажу, спортивний комплекс з 50-метровим басейном олімпійського класу, бібліотека та актова зала. На базі басейну був створений Центр виживання в екстремальних умовах на морі, шлюпковий комплекс.
Доклав багато зусиль для створення навчального флоту: біли прийняті в експлуатацію навчально-виробничі судна «Професор Анічков», «Професор Міняєв», «Професор Павленко», «Професор Кудревич», навчальне вітрильне судно «Дружба».
Були створені Центр медичного огляду і реабілітації, Центр підготовки і атестації плавсоставу, планетарій.

### Праці
- Эксплуатация судовых котельных установок: Учебник для высших инженерных морских училищ/ В. М. Залетов, В. М. Федоренко, В. И. Руденко, И. Г. Беляев. — М.: Транспорт, 1991. —  272 с.

## Нагороди
- Ордени Трудового Червоного Прапора, «Знак Пошани».
- Медаль «За трудову доблесть».
- Звання «Заслужений працівник вищої школи УРСР» .
- Нагрудний знак «Почесний працівник морського флоту».[2]

## Вшанування пам'яті
- На будинку № 6 по вулиці Леонтовича в Одесі встановлено меморіальну дошку Зальотову[3]